# Merck KGaA
 Ikke at forveksle med Merck & Co..
Merck KGaA (i USA og Canada markedsført som EMD Chemicals) er en tysk kemi- og medicinalvirksomhed. Virksomheden omsatte i 2009 for 7,747 mia. euro og beskæftigede 33.062 ansatte fordelt på 54 lande.
Merck blev grundlagt i Darmstadt i 1668 af familien Merck og er således en af verdens ældste stadigt aktive producenter af lægemidler. Oprindeligt var der blot tale om et apotek, som Friedrich Jacob Merck købte i 1668, men Heinrich Emanuel Merck påbegyndte i 1827 en egentlig industriel produktion – i første omgang af alkaloider. Georg Merck grundlagde Merck & Co. i New York i 1889, men efter 1. verdenskrig blev de amerikanske besiddelser konfiskeret. Den amerikanske virksomhed er i dag kendt som Merck Sharp and Dohme, mens Merck KGaA nu bruger varenavnet EMD Chemicals i Nordamerika. Navnet er en forkortelse for Emanuel Merck, Darmstadt.
Helt frem til 1995 var virksomheden familieejet. Siden har den været en del af DAX-indekset på Frankfurter Wertpapierbörse, men familien ejer stadig 74% af virksomheden. 